# 大埔足球会
大埔足球会 (タイポーそっきゅうかい、英語: Tai Po Football Club、中国語: 大埔足球會) は香港・新界の大埔区を本拠地とするサッカークラブである。大埔足球会は大埔区政府により創設された。クラブのメインスポンサーが和富社会企業であることからスポンサー名をつけた和富大埔が現在の正式名称である。大埔足球会は香港プレミアリーグに参加している。

## 歴史
大埔足球会は2002-03シーズンに創設され、香港サードディビジョンリーグに初めて参加した。次のシーズンには2部リーグへと昇格し、2005-06シーズンに2部リーグで香港足球会につぐ2位に入り1部リーグへと昇格を果たした。

## サポーター
大埔足球会のサポーターは一般的に大埔区に居住している。2006-07シーズンには、クラブをサポートする姿勢と雰囲気により大きなインパクトを与えた

## 書籍
大埔足球会は香港ファーストディビジョンリーグ参加初年度の経験について触れたクラブ発行の書籍を出版している。書籍のタイトルは和富大埔 - サッカーは夢をかなえることができる (和富大埔—足可圓夢)である。この書籍は160ページのカラー印刷で、すべて中国語で書かれている。書籍ではクラブ所属選手へのインタヴューやクラブの歴史、大埔区のサッカーの展望やホームレス・ワールドカップへの香港代表の参加などが取り上げられている。この書籍は68香港ドル (9アメリカ合衆国ドル)で販売されている。(ISBN 978-988-99851-1-0)

## 獲得タイトル

### 国内
- 香港プレミアリーグ

優勝 (2): 2018–19, 2024-25
- 香港2部リーグ

優勝 (1): 2015–16
- 香港3部リーグ

優勝 (1): 2013–14
- FAカップ

優勝 (1): 2008–09
準優勝 (1): 2007–08
- 香港シニアシールド

優勝 (1): 2012–13
- サプリングカップ

優勝 (1): 2016–17

### AFC国際大会
- AFCカップ: 1回出場

2010: グループリーグ敗退

## 現所属メンバー
2013年6月9日現在
注：選手の国籍表記はFIFAの定めた代表資格ルールに基づく。
| No. | Pos. |      | 選手名 |
| --- | ---- | ---- | ------ |
| 1   | GK   | 香港 | 梁宇昊 |
| 2   | DF   | 香港 | 石子峰 |
| 3   | DF   | 香港 | 陳思榮 |
| 4   | DF   | 香港 | 周潤發 |
| 6   | DF   | 香港 | 陳敬德 |
| 9   | FW   | 香港 | 陳立明 |
| 10  | MF   | 香港 | 呂志興 |
| 13  | MF   | 香港 | 葉志豪 |
| 15  | FW   | 香港 | 黃家強 |
| 16  | DF   | 香港 | 林毅東 |
| 17  | MF   | 香港 | 蘇嘉樂 |

| No. | Pos. |              | 選手名                         |
| --- | ---- | ------------ | ------------------------------ |
| 18  | FW   | 香港         | 張偉輝                         |
| 19  | DF   | 香港         | 李樹烊                         |
| 20  | MF   | 香港         | 李家進                         |
| 21  | DF   | 香港         | 陳旭智                         |
| 22  | GK   | 香港         | 陳家麒                         |
| 23  | FW   | 香港         | 葉佳                           |
| 24  | FW   | 赤道ギニア   | フランシスコ・サルバドル・エラ |
| 25  | FW   | ナイジェリア | カレブ・エクウェヌゴ           |
| 26  | MF   | 香港         | 譚于傑                         |
| 27  | MF   | 香港         | 葉尚民                         |

## 歴代所属選手
| - 李瀚灝 2006-2010, 2011- - 李康廉 2003-2009 - 蘇来強 2007-2010 - 陳肇麒 2002-2003 - 李威廉 2003-2009 - 陳旭智 2002- | - デガ - ジョエル - 毛夢索 2006-2008 - クリスティアン・アナン - カレブ・エクウェヌゴ |  |

## スタッフ
2012-13シーズン
| 役職         | 名前   |
| ------------ | ------ |
| 首席会長     | 張学明 |
| 会長         | 李宗徳 |
| 栄誉足球総監 | 柳明心 |
| 栄誉足球総監 | 鄭俊平 |
| 主席         | 朱景玄 |
| 領隊         | 李煌添 |
| 足球総監     | 李文斌 |
| 顧問         | 羅傑承 |
| 賽事監督     | 柳日樑 |
| 賽事監督     | 陳曉暉 |
| 秘書長       | 陳平   |
| 委員         | 張錦如 |
| 委員         | 温官球 |